# Platorish gelorup
Platorish gelorup là một loài nhện trong họ Trochanteriidae. Loài này phân bố ở Nam Úc.